# Mow Cop
Mow Cop – wieś w Anglii, w hrabstwie ceremonialnym Cheshire, w dystrykcie (unitary authority) Cheshire East, a częściowo w hrabstwie Staffordshire, w dystrykcie Newcastle-under-Lyme. Leży 46 km na wschód od miasta Chester i 228 km na północny zachód od Londynu.